# فلوريد رباعي بوتيل الأمونيوم
فلوريد رباعي بوتيل الأمونيوم هو مركب فلوريد عضوي، وكذلك يعد من مركبات الأمونيوم الرابعية.

## التحضير
يحضر فلوريد رباعي بوتيل الأمونيوم اللامائي من تفاعل سداسي فلور البنزين مع سيانيد رباعي بوتيل الأمونيوم، وتكون محاليل الملح ثابتة في كل من أسيتونتريل وثنائي ميثيل سلفوكسيد.

## الخواص
بسبب قدرة الفلوريد على تشكيل روابط هيدروجينية، فإن أملاح الفلوريد بالتالي تميل لأن تتميه، ولها انحلالية ضعيفة في المذيبات العضوية. وهذا هو الحال أيضاً في فلوريد رباعي بوتيل الأمونيوم، إذ يتميه المركب في أغلب الأحيان، فيوجد على شكل أحادي هيدرات وثلاثي هيدرات.
يؤدي تسخين عينات من TBAF المائي إلى الدرجة 77 °س تحت الفراغ إلى تفكك المركب إلى أيون بيفلوريد -HF2. بشكل مشابه، فقد وجد أن العينات المجففة عند الدرجة 40 °س تحت الفراغ لا تزال تحوي 10-30 مول% من الماء وحوالي 10% من بيفلوريد.

## الاستخدامات
يستخدم TBAF كمصدر لأيونات الفلوريد في المذيبات العضوية، كما يستخدم من أجل التخلص من مجموعة سيليل الإيثر الوظيفية، والتي تستخدم كمجموعة حماية للكحولات.
كما يستخدم فلوريد رباعي بوتيل الأمونيوم على شكل حفاز انتقال الطور، وكوسط قاعدي معتدل في التفاعلات الكيميائية.